# Кшеменевиці
Кшеменевиці (пол. Krzemieniewice) — село в Польщі, у гміні Ґошковиці Пйотрковського повіту Лодзинського воєводства.
Населення — 206 осіб (2011).
У 1975—1998 роках село належало до Пйотрковського воєводства.

## Демографія
Демографічна структура станом на 31 березня 2011 року:
|          | Загалом | Допрацездатний вік | Працездатний вік | Постпрацездатний вік |
| -------- | ------- | ------------------ | ---------------- | -------------------- |
| Чоловіки | 107     | 23                 | 62               | 22                   |
| Жінки    | 99      | 22                 | 49               | 28                   |
| Разом    | 206     | 45                 | 111              | 50                   |